# Canton de Thiéblemont-Farémont
Le canton de Thiéblemont-Farémont était jusqu'en 2015 une division administrative française située dans le département de la Marne et la région Champagne-Ardenne.

## Géographie
Ce canton est organisé autour de Thiéblemont-Farémont dans l'arrondissement de Vitry-le-François. 

## Histoire
Le canton a été intégré en 2015 dans le nouveau canton de Sermaize-les-Bains.

## Représentation

### Conseillers généraux de 1833 à 2015
| Période | Période | Identité                                                   | Étiquette                  | Qualité |
| ------- | ------- | ---------------------------------------------------------- | -------------------------- | --- |
| 1833    | 1842    | David Leblanc-Bugnot-Du Plessis père (1768-1843)           |                            | Maire d'Orconte |
| 1842    | 1848    | Arthur Barbat de Bignicourt (1824-1888)                    |                            | Ecrivain, historien, maire de Bignicourt-sur-Saulx Président de la Société Littéraire de Vitry-le-François                                |
| 1848    | 1852    | Augustin Eugène Leblanc-Bugnot Du Plessis fils (1795-1854) |                            | Officier de cavalerie Propriétaire à Trois-Fontaines-l'Abbaye                                                                             |
| 1852    | 1855    | Auguste Louis de Saint-Genis                               |                            | Président du Tribunal de Vitry |
| 1855    | 1871    | Louis Victor Pillard                                       |                            | Notaire, maire de Thiéblemont, conseiller d'arrondissement                                                                                |
| 1871    | 1880    | Camille Barbier Lalobe de Felcourt                         | Droite                     | Maire d'Orconte |
| 1880    | 1886    | Charles Laurent                                            | Républicain                | Maire de Thiéblemont |
| 1886    | 1909    | Léon Morillot                                              | Républicains progressistes | Maire de Saint-Lumier-la-Populeuse (1874 → ?) Député de la Marne (1899 → 1902) Décédé en fonction                                         |
| 1909    | 1940    | Raymond Férin                                              | Rad.                       | Négociant et industriel Maire de Sermaize-les-Bains (1911 → 1944) Député de la Marne (1928 → 1940) Nommé conseiller départemental en 1943 |
|         |         |                                                            |                            | |
| 1945    | 1949    | Victor Gleizes                                             | PCF                        | Retraité des PTT Élu au bénéfice de l'âge                                                                                                 |
| 1949    | 1961    | André Goblet                                               | MRP puis DVD               | Commercial, Sermaize-les-Bains |
| 1961    | 1973    | M. Descorps                                                | apparenté MRP              | |
| 1973    | 1998    | Roland Rapinat                                             | PS puis DVG puis RPR       | Instituteur Maire de Brusson (1965 → 1995)                                                                                                |
| 1998    | 2011    | Christian Zapior                                           | PS                         | Ouvrier Maire d'Haussignémont (1986 → 2013) Président de la CC du Perthois (1994 → 2013)                                                  |
| 2011    | 2015    | Bruno Botella                                              | DVG                        | Enseignant universitaire Maire de Heiltz-le-Hutier (2008 → 2020) Vice-président de la CC Perthois-Bocage et Der (2014 → 2015)             |

### Conseillers d'arrondissement (de 1833 à 1940)
Le canton de Thiéblemont avait deux conseillers d'arrondissement.
| Période                                  | Période      | Identité                                       | Étiquette | Qualité |
| ---------------------------------------- | ------------ | ---------------------------------------------- | --------- | --- |
| 1833                                     | 1845         | Jean Baptiste Barbat de Bignicourt (1772-1847) |           | Propriétaire, maire de Bignicourt-sur-Saulx                                                                 |
| 1833                                     | 1842         | Claude Nicolas de Laroche d'Oisy               |           | Juge de paix à Thiéblemont, propriétaire à Farémont                                                         |
| 1842                                     | 1855         | Louis Victor Pillard                           |           | Notaire à Thiéblemont                                                                                       |
| 1845                                     | 1848         | Ambroise Jacobé de La Franchecour              |           | Propriétaire, maire de Matignicourt                                                                         |
| 1848                                     |              | Jules Greslot                                  |           | Juge de paix et apiculteur à Thiéblemont                                                                    |
| 1848                                     | 1852         | M. Charroy                                     |           | |
| 1852                                     | 1855         | Louis-Victor Pillard                           |           | Propriétaire à Thiéblemont                                                                                  |
|                                          |              |                                                |           | |
| 1871                                     |              | Louis Victor Allizé-Nocas                      |           | Avocat, propriétaire, maire de Sermaize-les-Bains                                                           |
|                                          |              |                                                |           | |
|                                          | 1885 (décès) | M. Bertrand-Dereims                            |           | Éleveur à Thiéblemont                                                                                       |
|                                          |              |                                                |           | |
| 1892                                     | 1895         | Paul Leroy                                     |           | Industriel, négociant en bois, maire de Pargny-sur-Saulx                                                    |
| 1892                                     | 1899 (décès) | Alexandre Lonclas (1848-1899)                  |           | Maire de Ponthion                                                                                           |
| 1895                                     |              | Camille Mancez                                 |           | Cultivateur, maire de Vauclerc, Président du syndicat agricole de Vitry-le-François                         |
|                                          |              |                                                |           | |
| 1919                                     | 1940         | Louis Royer                                    | Rad.      | Propriétaire à Cloyes-sur-Marne                                                                             |
| 1919                                     | 1940         | Georges Morel                                  | Rad.      | Cultivateur, maire de Ponthion                                                                              |
| 1940                                     |              |                                                |           | Les conseils d'arrondissement ont été suspendus par la loi du 12 octobre 1940 et n'ont jamais été réactivés |
| Les données manquantes sont à compléter. |              |                                                |           | |

## Composition
Le canton de Thiéblemont-Farémont groupe 33 communes et compte 11 286 habitants (recensement de 1999 sans doubles comptes).
| Communes                  | Population (2012) | Code postal | Code Insee |
| ------------------------- | ----------------- | ----------- | ---------- |
| Bignicourt-sur-Saulx      | 172               | 51340       | 51060      |
| Blesme                    | 171               | 51340       | 51068      |
| Brusson                   | 174               | 51300       | 51094      |
| Le Buisson                | 91                | 51300       | 51095      |
| Cheminon                  | 640               | 51250       | 51144      |
| Cloyes-sur-Marne          | 115               | 51300       | 51156      |
| Dompremy                  | 93                | 51300       | 51215      |
| Écriennes                 | 142               | 51300       | 51224      |
| Étrepy                    | 141               | 51340       | 51240      |
| Favresse                  | 173               | 51300       | 51246      |
| Haussignémont             | 206               | 51300       | 51284      |
| Heiltz-le-Hutier          | 145               | 51300       | 51288      |
| Isle-sur-Marne            | 62                | 51290       | 51300      |
| Larzicourt                | 283               | 51290       | 51316      |
| Matignicourt-Goncourt     | 120               | 51300       | 51356      |
| Maurupt-le-Montois        | 556               | 51340       | 51358      |
| Moncetz-l'Abbaye          | 109               | 51290       | 51373      |
| Norrois                   | 138               | 51300       | 51406      |
| Orconte                   | 455               | 51300       | 51417      |
| Pargny-sur-Saulx          | 1 987             | 51340       | 51423      |
| Plichancourt              | 143               | 51300       | 51433      |
| Ponthion                  | 114               | 51300       | 51441      |
| Reims-la-Brûlée           | 181               | 51300       | 51455      |
| Saint-Eulien              | 324               | 51100       | 51478      |
| Saint-Lumier-la-Populeuse | 32                | 51340       | 51497      |
| Saint-Vrain               | 217               | 51340       | 51521      |
| Sapignicourt              | 322               | 52100       | 51522      |
| Scrupt                    | 125               | 51340       | 51528      |
| Sermaize-les-Bains        | 2 180             | 51250       | 51531      |
| Thiéblemont-Farémont      | 601               | 51300       | 51567      |
| Trois-Fontaines-l'Abbaye  | 245               | 51340       | 51583      |
| Vauclerc                  | 455               | 51300       | 51598      |
| Vouillers                 | 187               | 51340       | 51654      |

## Démographie
| 1962   | 1968   | 1975   | 1982   | 1990   | 1999   | 2009 |
| ------ | ------ | ------ | ------ | ------ | ------ | ---- |
| 10 787 | 11 870 | 11 476 | 11 763 | 11 643 | 11 286 | -    |